# Lesanpuro (Kedungkandang)
Lesanpuro is een bestuurslaag in het regentschap Malang van de provincie Oost-Java, Indonesië. Lesanpuro telt 17.871 inwoners (volkstelling 2010).